# Спориш звичайний
Спориш пташиний (звичайний) або гірчак пташиний (звичайний) (Polygonum aviculare L.).

З латинської — Polygonum aviculare L. (poly — багато + gony — коліно, тобто «багатоколінник»; avicularis — пташиний, від лат. avicula — пташка;  L) — однорічна трав’яниста рослина родини гречкових (Polygonaceae).
Місцеві назви — гусячий шпориш, спориш звичайний, куряча трава, моріжок, пташина гречка, конотоп тощо. З родини гречкових — Polygonaceae.

## Будова
Однорічна трав'яниста рослина із стрижневим розгалуженим коренем. Стебла темно-зелені. лежачі з висхідними пагонами (10–60 см завдовжки), членисті, гіллясті. Листки (5–20 мм завдовжки) чергові, сіруваті або сизо-зелені, овальні, видовжені або лінійні, тупуваті або коротко загострені, з чітко помітними жилками. При основі листка s дволопатева, перетинчаста, трубчаста піхва з дев'ятьма-десятьма жилками. Квітки дрібні, правильні, малопомітні, сидять по 2–5 у пазухах листків. Оцвітина проста, глибокоп'ятироздільна, зеленувата, по краю біла або рожева. Тичинок вісім, маточка одна з короткими стовпчиками та малопомітною приймочкою. Плід тригранний, звичайно чорний горішок.
Світлолюбна рослина. Цвіте у травні — жовтні.

## Поширення та середовище існування
Спориш звичайний — це бур'ян лісосік, лісових розсадників і лісокультурних площ, росте на просіках, лісових дорогах. Часто утворює суцільні зарості. Поширений спориш по всій Україні, промислова заготівля можлива в усіх областях України. Запаси сировини значні.

## Практичне використання

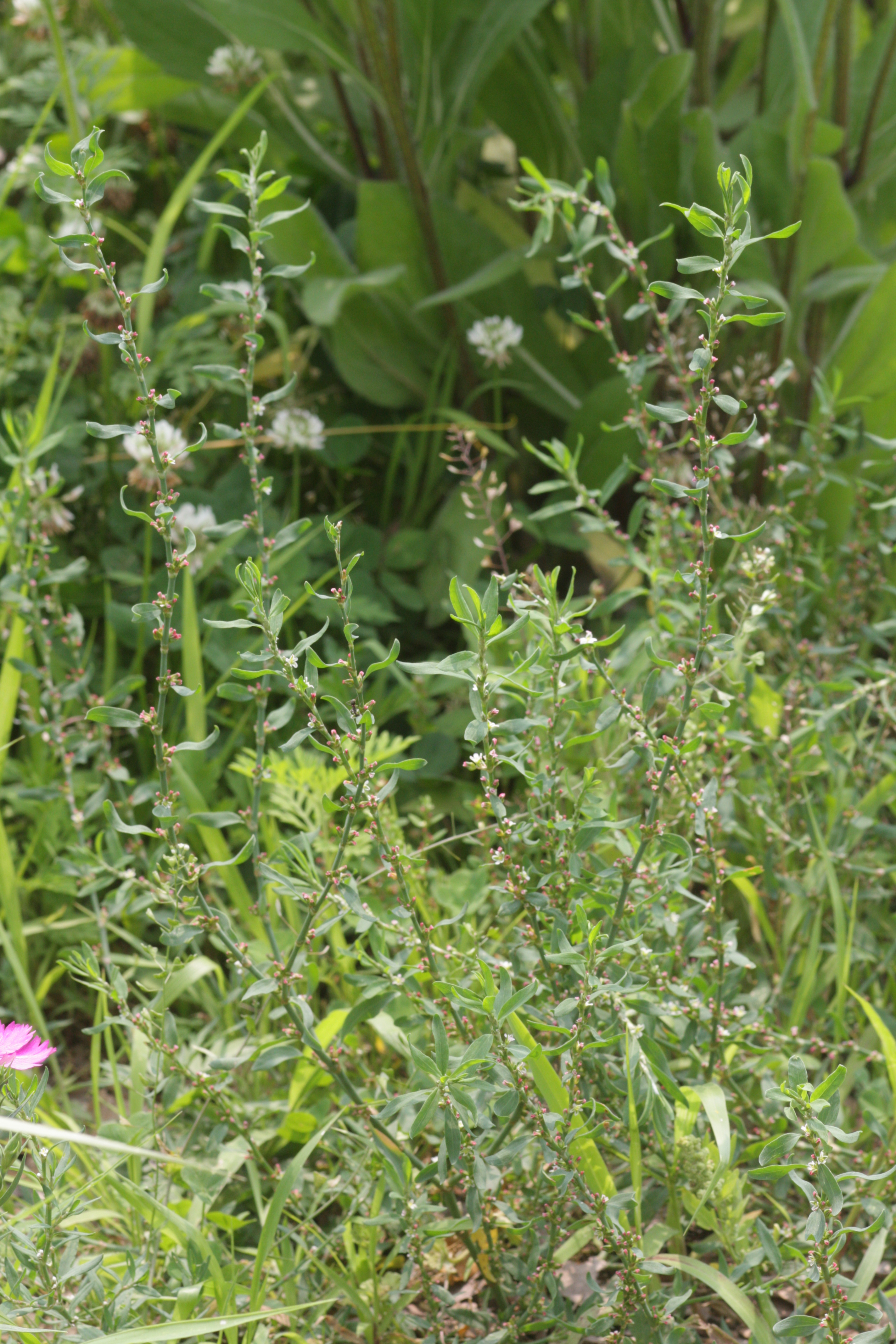

Лікарська, кормова, медоносна й фарбувальна рослина.
У науковій медицині використовують траву споришу — Herba Polygoni avicularis. Екстракт з трави (в порошках і таблетках) рекомендують як матковий кровоспинний засіб у післяродовий період; траву застосовують для лікування хвороб сечового міхура, гастритів, при хворобах нирок і ниркових каменях. Спиртові й водні витяжки з трави тонізують мускулатуру матки, прискорюють згортання крові, знижують кров'яний тиск, поліпшують роботу легень.
У надземній частині рослини містяться дубильні речовини, смоли, віск, цукор, глюкозид авікулярин, каротин, вітамін С (до 120 мг%), сліди ефірних олій, кремнієва кислота.
У народній медицині спориш застосовують від малярії, пухлин, пропасниці, туберкульозу легень, проносу, ревматизму, як кровоспинний і сечогінний засіб, при хворобах кишково-шлункового тракту, при лікуванні коклюшу, бронхіальної астми, кашлю, при порушенні обміну речовин. Відвар рослини п'ють при кам'яних хворобах, захворюванні печінки, загальному нездужанні, жіночих хворобах, як вітамінний і тонізувальний засіб. Зовнішньо терту свіжу траву прикладають до ран, відваром миють голову для прискорення росту волосся, прикладають до ударених місць і пухлин. У гомеопатії використовують есенцію з свіжої трави.
Спориш має високі кормові якості. В ньому містяться протеїн (13-24,5 %), білок (10-14 %), цукор (до 2,5 %) Добре поїдається великою рогатою худобою, свинями, вівцями, козами, кролями, птахами. Добра пасовищна рослина, витримує витоптування і швидко відростає. Тварини швидко набирають вагу при харчуванні ним.
Медоносна рослина, нектар виділяє протягом всього літа, проте взяток з неї незначний.
3 коренів споришу добувають синю фарбу. Його можна використовувати для залуження скотопрогонів, аеродромів, стадіонів, для заміни злакових газонів.
Як поживну траву спориш дають коровам для збільшення надоїв і поліпшення смаку молока.

### У харчуванні
На Кавказі, Далекому Сході та в Україні молоде зілля споришу споживають нарівні з щавлем. Готують салати, юшкові пюре, гарніри. А висушені плоди і листя розтирають в ступі і одержане борошно використовують як додачу до зернового під час випікання хлібу, оладок, млинців. Свіже листя споришу має солодкий смак, тому готуючи салат, до нього додають трохи гострішого зілля з пряним ароматом. Молоде листя тушкують до одержання однорідного пюре, яким начиняють пироги і пельмені. До пюре підмішують дрібнопорізану цибулю, січені яйця, сіль, олію, пахучий перець. Подають на стіл у вигляді салату, гарніру або приправи до м'ясних страв.

## Збирання, переробка та зберігання
Збирають спориш протягом літа, зрізуючи надземну частину (до 40 см завдовжки) ножами, серпами або скошуючи косами. Сушать на горищах під залізним дахом або під наметами, розстилаючи тонким шаром на папері чи тканині. Суху сировину пакують у мішки вагою по 15-20 кг. Зберігають у сухих, добре провітрюваних приміщеннях.

## Спориш у філософії

### У міфології
У східно-слов'янській міфології спориш — символ родючості. Білоруси, наприклад, представляли його у вигляді білого кучерявого хлопчини, який ходить по полю.

### У легендах
Має спориш і свою легенду.
Одного разу попрямувала стара чаклунка в гори за цілющими травами. Назбирала повну торбу трав, притомилася і сіла відпочити. Дивиться, а по обидва боки від стежки травичка малесенька пробирається в гори. Озирнулася чаклунка і бачить, що сидить вона на м'якому зеленому килимі. Все навколо заполонила травичка невеличка. Завела вона з травою розмову, чому це та в гори поспішає.
Відповідає трава, що це люди не дають їй життя внизу і тому вона йде від них у гори. Слухала, слухала чаклунка і вирішила досадити людям, вмовила вона травку-мандрівницю повернутися вниз на землю і заселити городи і сади, зайняти кожний вільний шматок землі. Так і живе серед нас спориш, але він нікому не заважає, а навпаки приносить користь.

### В астрології
Ніколас Калпепер (Nicholas Culpeper) пише, що ця рослина астрологічно керована Сатурном та Козерогом.